# Sabellides octocirrata
Sabellides octocirrata är en ringmaskart som först beskrevs av Michael Sars 1835.  Sabellides octocirrata ingår i släktet Sabellides och familjen Ampharetidae. Enligt den svenska rödlistan är arten otillräckligt studerad i Sverige. Arten förekommer i Götaland. Artens livsmiljö är havet. Utöver nominatformen finns också underarten S. o. britannica.